# Igor Panarin

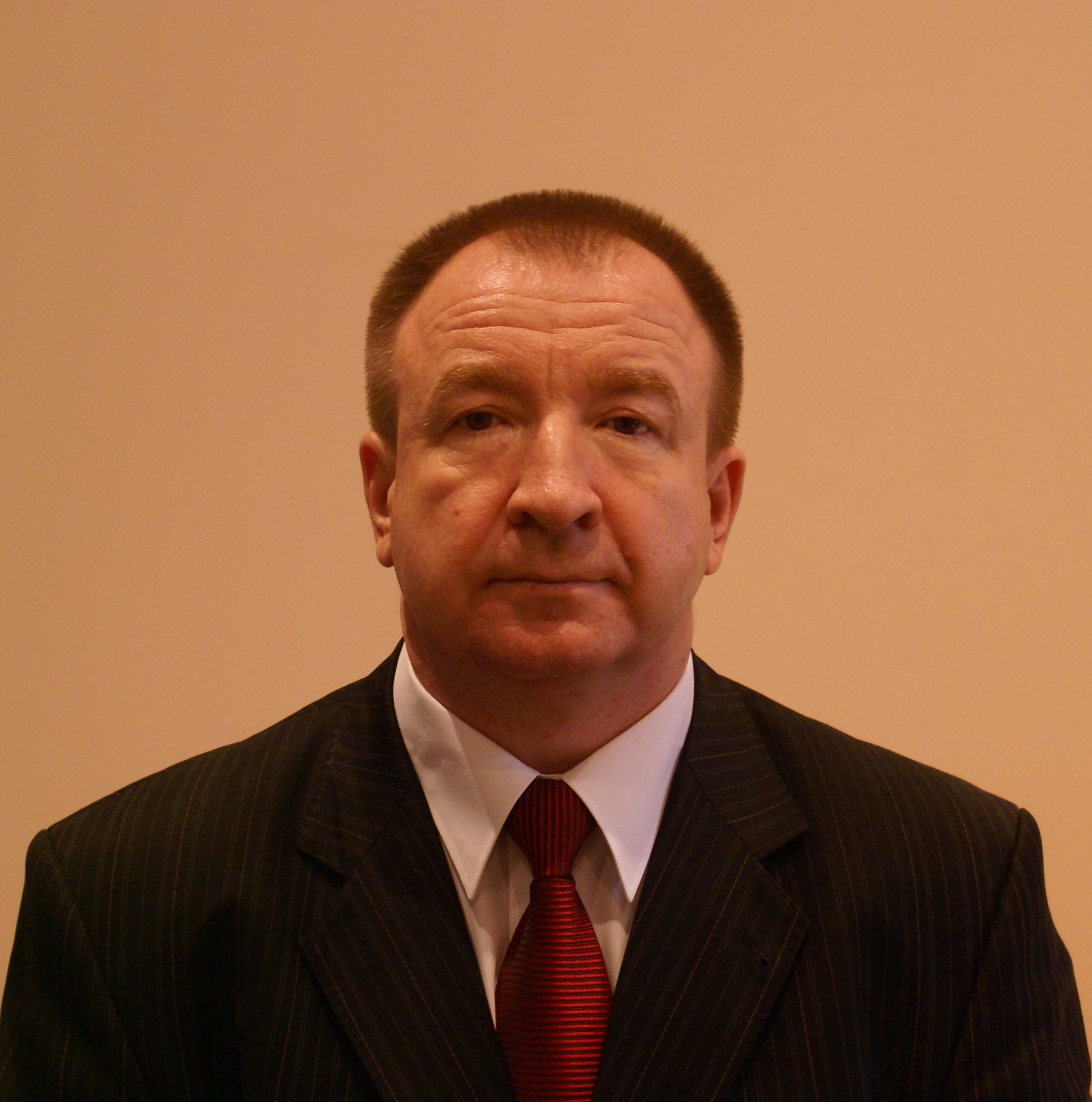
Igor Panarin

Igor Nikolaevich Panarin (em russo: Игорь Николаевич Панарин) é um professor e especialista russo de alta qualificação que se tornou mundialmente famoso por defender a tese de que a crise econômica de 2008 levará os Estados Unidos a uma divisão territorial em vários países. 

## Qualificação pessoal
Panarin é cientista político russo, especializado em ciências psicológicas, doutor em ciências políticas, membro da academia de ciências Militares da Rússia, membro do Conselho de Peritos do Comitê da câmara alta do Parlamento da Federação Russa sobre a Comunidade dos Estados Independentes,  reitor do curso noturno da Faculdade de Relações Internacionais da Academia Diplomática do Ministério das Relações Exteriores da Rússia e professor no seu Departamento de Comunicação de Massa e Relações Públicas.
Igor Panarin é o autor de alguns livros e artigos sobre guerra de informações, psicologia e geopolítica, e aparece como analista em muitos programas políticos de TV e programas de rádio na Rússia. Ele liderou campanhas eleitorais na Rússia e no estrangeiro, e seus alunos de alto-escalão incluíram parlamentares, líderes regionais, oficiais do Kremlin e porta-vozes do Ministério das Relações Exteriores.
Acadêmico, escritor, analista de inteligência (espionagem), previsor de cenários estratégicos, psicólogo e perito em contrainformação, o professor Panarin é mais conhecido por sua teoria sobre a possível desintegração territorial dos Estados Unidos em 2010, elaborada desde 1998, mas que ganhou atenção mundial apenas 10 anos depois.

## Previsão sobre a desintegração territorial dos EUA em 2010
No verão de 1998, com base em informação secreta sobre o estado da economia norte-americana e o de sua sociedade
 fornecidas por analistas amigos membros da FAPSI (Agência Federal de Comunicações e Informação do governo russo), Panarin previu a desintegração dos EUA em 2010 na sequência de uma guerra civil engatilhada pela imigração em massa, pelo declínio econômico e pela degradação moral. 
Ele previu mudanças financeiras e demográficas provocando uma crise política na qual estados mais ricos iriam segurar fundos do Governo Federal dos Estados Unidos, na prática fazendo a secessão da União e levando à rebelião social, à guerra civil, à divisão nacional e à intervenção de potências estrangeiras. Panarin enxerga como tarefa da elite mundial não deixar os EUA seguirem o modelo iugoslavo de desintegração, baseado na guerra, sendo preferível que siga o modelo tcheco, que foi calmo e pacífico.

### Seis blocos geográficos

Mapa, em inglês, do cenário da predição de Panarin para desintegração dos EUA com os atores influentes em cada área (mapa original).

No cenário de Panarin, os Estados Unidos (excluindo seus territórios) seriam fracionados em seis partes, sendo que cada uma delas ficaria na esfera de influência de outro país (ou entidade supranacional), ou se juntaria a ele.
| Nome do novo território (país)          | País ou entidade a se juntar ou exercer influência | Estados e/ou regiões dos Estados Unidos atual compreendidas no novo país                                                                               |
| --------------------------------------- | -------------------------------------------------- | --- |
| República da Califórnia                 | China                                              | Califórnia, Washington, Oregon, Nevada, Arizona, Utah, Idaho                                                                                           |
| República do Texas                      | México                                             | Texas, Novo México, Oklahoma, Luisiana, Arkansas, Mississippi, Alabama, Geórgia, Flórida                                                               |
| América Atlântica                       | União Europeia                                     | Nordeste dos Estados Unidos (incluindo os estados de Boston a Washington, D.C. e Virgínia Ocidental) + Kentucky, Tennessee, Carolina do Norte e do Sul |
| República do Centro da América do Norte | Canadá                                             | Região Centro-Oeste + Montana, Wyoming, Colorado |
| Alasca                                  | Rússia                                             | Alasca |
| Havaí                                   | Japão ou China                                     | Havaí |

### Palestras
Panarin repetiu suas previsões numa palestra de 20 minutos na Academia Diplomática em Moscou em 3 de março de 2009, dizendo que “há uma grande probabilidade de que o colapso dos Estados Unidos ocorrerá em 2010”, e que "o que aconteceu é o fim do sonho americano". Ele disse que não deseja um colapso dos EUA mas forneceu 12 indicadores para tanto e predisse que a Rússia e a China emergiriam do turbilhão econômico mais fortes, recomendando que as duas nações trabalhassem juntas até para criar uma nova moeda para substituir o dólar. O Ministro das Relações Exteriores da Rússia convidou jornalistas estrangeiros (da AP, Deutsche Welle, The Wall Street Journal e Prensa Latina) para assistir à palestra, a qual atraiu uma audiência de estudantes, professores e diplomatas.

### Entrevistas
Na sequência da crise financeira de 2008, a teoria de Panarin feita 10 anos antes rapidamente ganhou atenção internacional e tanto a mídia russa quanto estrangeira começaram a entrevistá-lo com frequência, o que o transformou numa celebridade não apenas na Rússia mas também ao redor do mundo.

### Críticas
A teoria de Panarin sobre a divisão territorial dos EUA foi recebida com ceticismo por especialistas dos Estados Unidos e do Brasil entrevistados pelo jornal "O Globo". Thad Dunning, professor do Departamento de Ciências Políticas da Universidade de Yale, mesmo reconhecendo que momentos difíceis estão por vir, qualificou o cenário de Igor Panarin como "bem improvável". Por sua vez, Cristina Pecequilo, professora de Relações Internacionais da Unesp avaliou a ideia como "um exagero, ressaltando a manutenção da integridade territorial como uma virtude americana.  